# كلوستريديوم منتج لحمض بيوتيريك الجبن
كلوستريديوم تايروبيوتيريكام أو كلوستريديوم منتج لحمض بيوتيريك الجبن هي بكتيريا عصوية الشكل موجبة غرام تنمو في ظل الظروف اللاهوائية وتنتج, حمض البوتيريك, وحمض الخليك وغاز الهيدروجين كنواتج تخمر أساسية من الغلوكوز والزايلوز.

## روابط خارجية
- Clostridium tyrobutyricum ATCC 25755
- Type strain of Clostridium tyrobutyricum at BacDive - the Bacterial Diversity Metadatabase